# Ogooué
L'Ogooué è il principale fiume del Gabon. Il suo bacino comprende gran parte del territorio del paese e si estende nei paesi confinanti.

## Geografia
Il fiume ha una portata d'acqua abbastanza regolare ed è navigabile per un lungo tratto del suo corso a partire dalla città di Ndjole fino alla foce. Sulle sue rive si trovano diverse città tra cui Loanda, Lambaréné, Ndjole, Booué, Kankan, Ndoro, Lastoursville, Moanda e Franceville.
I suoi principali tributari di destra sono i fiumi Sébè, Ivindo, Okano, Abanga; mentre il suo maggiore tributario di sinistra è il fiume Ngouniè. Fra i tributari minori si ricorda il fiume Oklo, situato a nord di Moanda, che include importanti giacimenti di uranio, sfruttati fin dagli anni sessanta. I giacimenti destano estremo interesse da un punto di vista geologico in quanto sono stati sede di reazioni nucleari naturali, attive circa 1,7 miliardi di anni fa.